# 包謙
包謙（1434年—？），字益之，浙江杭州府錢塘縣人，軍籍，明朝政治人物。

## 生平
天順三年（1459年）己卯科浙江鄉試第十名舉人，成化五年（1469年）中式乙丑科會試第一百十二名，三甲第二十二名進士。

## 家族
曾祖包泰；祖父包閏；父包純。